# Ernest-Jules-Marie Jeanbernat
Ernest-Jules-Marie Jeanbernat (* 3 de enero de 1835 en Marseille - 14 de marzo de 1888 en Toulouse) fue un botánico, briólogo, pteridólogo, y explorador francés.

## Algunas publicaciones

### Libros
- Martrin-Donos, JV; EMJ Jeanbernat. 1864a. Florule du Tarn, ou, Énumération des plantes qui croissent spontanément dans le Département du Tarn. Ed. Paris, J.-B. Baillière et fils
- Baillet, CC; EJM Jeanbernat; É Timbal-Lagrave. 1864b. Une excursion botanique sur le massif de Cagire et dans la haute vallée du Ger (Haute-Garonne). Ed. Toulouse
- Martrin-Donos, JV; EJM Jeanbernat. 1867. Florule du Tarn : deuxième partie, vegetaux cellulaires. Ed. Delboy, libraire-éditeur ; Paris : J.-B. Baillère et Fils
- Filhol, É; EJM Jeanbernat; É Timbal-Lagrave. 1875. Exploration scientifique du Massif d'Arbas (Haute-Garonne). Ed. Toulouse : L. & J. Douladoure
- Jeanbernat, EJM. 1878. Flore bryologique des environs de Toulouse. Ed. Impr. Douladoure
- Jeanbernat, EJM; E Timbal-Lagrave. 1879. Le massif du Laurenti, Pyrénées françaises. Géographie, géologie, botanique. Ed. Paris, Asselin
- Jeanbernat, EJM; FF Renauld. 1884. Guide du bryologue dans la chaine des Pyrénées et le sud-ouest de la France. Ed. Auch : Impr. & Lithogr. G. Foix
- Jeanbernat, EJM; FF Renauld. 1887a. Bryo-géographie des Pyrénées. Ed. Cherbourg
- Jeanbernat, EMJ; É Timbal-Lagrave. 1887b. Le Capsir, canton de Montlouis (Pyrén.-Orient.) : topographie, géologie, botanique. Ed. París : Savy

- La abreviatura «Jeanb.» se emplea para indicar a Ernest-Jules-Marie Jeanbernat como autoridad en la descripción y clasificación científica de los vegetales.[2]